# 윤운영 (법조인)
윤운영(尹雲永, 1921년 ~ 1995년 11월 27일)은 대한민국의 법조인이다.
황해도 옹진에서 태어나 제24회 사리원 농업학교를 거쳐 1948년 경성대 법문학부를 졸업하고 1948년 제2회 변호사시험과 1950년 사법관 실무고시에 합격하고 대구지방검찰청 검사에 임용되었다. 검사로 재직할 때 한국 제정복고 미수 사건, 농림부 양곡 부정사건, 옛 황실 경리 부정사건, 김정제 간첩사건 등을 수사하였으며, 1962년 춘천지청장, 1964년 법무부 검찰국장 겸 대검찰청 검사를 지내다가 1968년에 서울고등법원 부장판사에 임용되어 1973년 서울가정법원장, 1975년 서울형사지방법원장, 1978년 서울민사지방법원장을 역임한 가톨릭 신자다.
1979년에 임명된 서울고등법원장에 재직하고 있던 1980년 9월 전두환 대통령에 의해 대법원 판사에 임명되었다. 박정희 전 대통령 시해 사건에 대해 소수의견을 냈던 5명의 대법원 판사가 강제 퇴직하게 되면서 사건처리가 어려워지자 김중서와 함께 충원되었다. 대법원 판사에서 퇴임한 이후 변호사를 하면서 1985년에 사리원 농업학교 동창회장에 선출되었다.

## 주요 판결
서울고등법원 형사부 재판장으로 재직하던 1969년 4월 30일에 임자도 거점 간첩단 사건의 피고인인 정태묵, 윤상수 등에게 국가보안법, 반공법, 형법 간첩죄를 적용해 1심대로 사형을 선고했다. 이후 재심에서 무죄가 확정됐지만 피고인은 이미 사형집행됐다. 5월 26일에 통일혁명당 사건의 김질낙, 이문규, 이관학, 김승환 피고인에 대해 국가보안법 반공법 형법 간첩죄 간첩미주 내란예비음모를 적용해 1심대로 사형을, 1심에서 무기징역을 선고받은 4명에 대해 원심과 같이 무기징역을,  그외 21명에 대해 최고 징역15년 자격정지15년에서 징역1년 자격정지1년까지 각각 선고하면 21명 중에서 9명에 대해 2~5년의 집행유예를 선고했다.